# Dmitri Shemiaka
Dmitri Yúrievich Shemiaka (Дмитрий Юрьевич Шемяка en ruso) (?- 1453) fue el segundo hijo de Yuri de Zvenígorod y Anastasia de Smolensk. Era por tanto nieto de Dmitri Donskói. Por herencia gobernaba la rica ciudad norteña de Gálich-Merski. Shemiaka fue además dos veces (1445, 1446–1447) Gran Príncipe de Moscú.
Las causas de la Guerra de sucesión moscovita del segundo cuarto del siglo XV son aún debatidas. No poca de la culpa de dicha guerra se debe al testamento de Dmitri Donskói, que en contra de la costumbre ruríkida, decidió dejar el trono a su hijo Basilio I. La tradición rusa tenía por sucesor en el trono al hermano más joven del actual gobernante (agnación), antes que al hijo (primogenitura). El testamento permitió la ascensión al trono de Basilio, que era ya de la siguiente generación (era el mayor de la siguiente cohorte).
De no haber ningún hijo superviviente a la muerte de Basilio I, su hermano, el segundo hijo de Dmitri Donskói, Yuri de Zvenígorod, debía sucederlo como Gran príncipe de Moscú. Basándose en ello, a la muerte de Basilio I, Yuri rechazó ir a Moscú y jurar lealtad a su sobrino, Basilio II, y reclamó el trono de acuerdo a la costumbre agnática previa. Yuri posteriormente dijo que era de acuerdo al testamento de Dmitri Donskói – pero ignorando la provisión que anulaba la sucesión de Yuri si Basilio I producía un hijo. El segundo hijo de Yuri, Dmitri Shemiaka, participó activamente en todas las incursiones de su padre contra Moscú, culminando en la captura de Moscú que le permitió el nombramiento de Gran Príncipe en 1433. Yuri de Zvenígorod murió en Moscú en 1434.

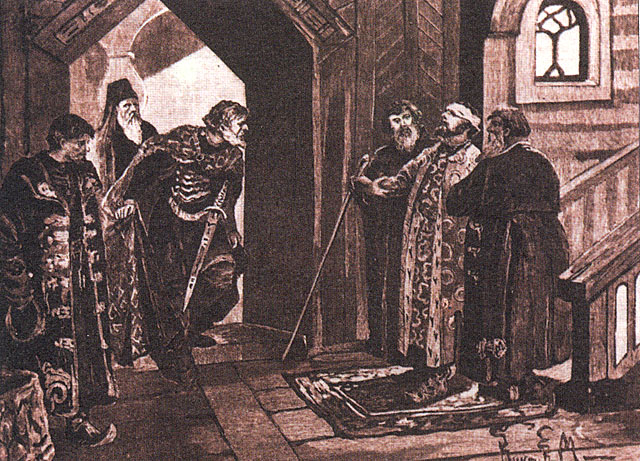
Reunión de Shemiaka con Basilio II después del cegamiento del segundo.

Después de la muerte de su padre Yuri, Shemiaka reclamó sus derechos al trono en constante disputa con su primo Basilio II. Dmitri Shemiaka y su hermano menor Dmitri Krasny terminaron aliándose con Basilio II contra su hermano mayor Basilio Kosói, que también se había proclamado gran príncipe. Tuvieron éxito en expulsar a Basilio Kosói de Moscú y recibieron las ciudades de Úglich y Rzhev. Al año siguiente, Shemiaka acudió a Moscú para invitar a su primo Basilio II a su boda con una princesa de Yaroslavl, pero fue acusado de alinearse con su hermano Basilio Kosói y hecho prisionero. Liberado varios meses más tarde, fue enviado por Basilio II para defender Beliov contra un ejército del  Ulugh Muhammad (futuro Kan de Kazán) pero fue derrotado en la batalla de Beliov. Tras ello, rechazó apoyar a Basilio II en sus hostilidades contra el kan, y solo la mediación eclesiástica evitó una guerra civil nueva entre los primos.
Los dos primos mantuvieron una difícil paz hasta que en 1445, Basilio II fue hecho prisionero por Ulugh Muhammad después de que las fuerzas moscovitas fueran sorprendidas por los tártaros a las afueras de Súzdal. Shemiaka tomó Moscú, hizo cegar al recientemente liberado Basilio II y se proclamó Gran Príncipe de Vladímir. Pudo reclamar el título de acuerdo a la ley dado que su padre se había sentado en el trono (un príncipe era excluido de la sucesión (izgói) si su padre no se había sentado en el trono antes de que él). Shemiaka carecía de apoyos entre los boyardos moscovitas, por lo que dejó la ciudad para ir al lago Chújloma, aunque siguió usando el título.
A pesar de varios tratados de paz, Shemiaka continuó conspirando contra su primo. Sufrió una serie de derrotas en 1450 y 1452 que lo forzaron a buscar refugio en Nóvgorod. Allí, murió el 17 de julio de 1453, envenenado mientras cenaba pollo en el Gorodische, al sur del mercado de la ciudad. Su cocinero había sido sobornado por agentes moscovitas. Encantado por la noticia, Basilio II ennobleció al heraldo que la trajo el anuncio de la defunción. Nikolái Karamzín escribió en su historia que el gran príncipe mostró "indecente alegría" por el fallecimiento de su rival.
Según las crónicas, Shemiaka fue enterrado en la Iglesia de San Jorge en el Monasterio de Yúriev al sur de Nóvgorod. Aun así, excavaciones arqueológicas de la necrópolis de la Catedral de Santa Sofía en el Kremlin de Nóvgorod sugieren que el príncipe fue de hecho enterrado allí y su tumba fue confundida desde al menos 1616 con la del príncipe Fiódor Yaroslávich (muerto en 1233).
Tras su asesinato, su mujer y el hijo huyeron de Nóvgorod al Gran Ducado de Lituania, donde recibieron Rylsk y Nóvgorod-Síverski como feudos.
La línea directa de descendientes de Shemiaka finalizó en 1561, pero hay muchos descendientes del matrimonio de su hija con el príncipe Aleksandr Chertoryzhsky.
Su nombre pervive en la expresión rusa "Shemyakin sud" ("Justicia de Shemyaka", "Juicio de Shemyaka"), que significa juicio apresurado e injusto. Proviene la obra literaria del siglo XVII "El Cuento del Juicio de Shemyaka". Aun así los investigadores modernos cuestionan la identificación de Dmitri Shemyaka con el Juez Shemyaka del cuento. 